# Gouvernement Aristide Briand (8)
Pour les articles homonymes, voir Gouvernement Aristide Briand.
Troisième République
Gouvernement Paul Painlevé III Gouvernement Aristide Briand IX
Le huitième gouvernement Aristide Briand est un gouvernement français de la Troisième République qui a duré du 28 novembre 1925 au 6 mars 1926.

## Composition
| Portefeuille | Titulaire | Titulaire                                  | Parti |
| --- | --------- | ------------------------------------------ | ----- |
| Président du Conseil                                                                                             |           | Aristide Briand                            | PRS   |
| Ministres |           |                                            |       |
| Ministre des Affaires étrangères                                                                                 |           | Aristide Briand                            | PRS   |
| Ministre de la Justice                                                                                           |           | René Renoult                               | PRRRS |
| Ministre de l’Intérieur                                                                                          |           | Camille Chautemps                          | PRRRS |
| Ministre des Finances                                                                                            |           | Louis Loucheur (jusqu’au 16 décembre 1925) | RI    |
| Ministre des Finances                                                                                            |           | Paul Doumer                                | RI    |
| Ministre de la Guerre                                                                                            |           | Paul Painlevé                              | PRS   |
| Ministre de la Marine                                                                                            |           | Georges Leygues                            | PRDS  |
| Ministre de l’Instruction publique et des Beaux-Arts                                                             |           | Édouard Daladier                           | PRRRS |
| Ministre des Travaux publics                                                                                     |           | Anatole de Monzie                          | PRS   |
| Ministre du Commerce et de l’Industrie                                                                           |           | Daniel Vincent                             | RI    |
| Ministre de l’Agriculture                                                                                        |           | Jean Durand                                | PRRRS |
| Ministre des Colonies                                                                                            |           | Léon Perrier                               | PRRRS |
| Ministre du Travail, de l’Hygiène, de l’Assistance et de la Prévoyance sociale                                   |           | Antoine Durafour                           | PRRRS |
| Ministre des Pensions                                                                                            |           | Paul Jourdain                              | PRDS  |
| Commissaires généraux                                                                                            |           |                                            |       |
| Haut-Commissaire au Logement                                                                                     |           | Arthur Levasseur                           | PSF   |
| Haut-Commissaire en Syrie et au Liban                                                                            |           | Henry de Jouvenel                          | SE    |
| Haut-Commissaire à la Guerre                                                                                     |           | Paul Bénazet                               | PRS   |
| Sous-secrétaires d’État                                                                                          |           |                                            |       |
| Sous-secrétaire d’État à la Présidence du Conseil et aux Affaires étrangères, chargé de la Présidence du Conseil |           | Pierre Laval                               | DVG   |
| Sous-secrétaire d’État à la Guerre                                                                               |           | Jean Ossola                                | PRRRS |
| Sous-secrétaire d’État à l’Instruction publique et aux Beaux-Arts, chargé de l'Enseignement technique            |           | Paul Bénazet                               | PRS   |
| Sous-secrétaire d’État aux Finances chargé du Budget                                                             |           | Paul Morel                                 | RI    |
| Sous-secrétaire d’État aux Finances chargé des Régions libérées                                                  |           | Georges Chauvin                            | PRRRS |
| Sous-secrétaire d’État aux Travaux publics, chargé de l’Aéronautique et aux Transports aériens                   |           | Laurent Eynac                              | RI    |
| Sous-secrétaire d’État aux Travaux publics, chargé aux Ports, à la Marine marchande et aux Pêches                |           | Charles Daniélou                           | RI    |

## Politique menée
Le 1er décembre 1925 sont signés les accords de Locarno auxquels Briand avait beaucoup contribué.